# You Can Win If You Want
„You Can Win If You Want” – drugi singel promujący debiutancki album niemieckiego zespołu Modern Talking, The 1st Album wydany 13 marca 1985 roku przez wytwórnię Hansa International. Jest również drugim kolejnym singlem grupy (po debiutanckim „You’re My Heart, You’re My Soul”), który dotarł do 1. miejsca niemieckiej listy przebojów.
Później ukazał się jako remiks na płytach:
- Back for Good (jako osobny utwór i drugi z utworów w miksie „No. 1 Hit Medley”)
- Alone (jako trzeci w miksie utworów „Space Mix”)
- The Final Album, na którym w wersji DVD pojawił się także teledysk z 1985 roku.

## Wyróżnienia
- Srebrna płyta:
  - Portugalia
- Złota płyta:
  - Niemcy
  - Belgia
  - Francja

## Lista utworów

### Wydanie na 7"[2]
A. „You Can Win If You Want (Special Single Remix)” – 3:42
B. „One in a Million” – 3:42

### Wydanie na 12"[3]
A. „You Can Win If You Want (Special Dance Version)” – 5:19
B1. „You Can Win If You Want (Instrumental)” – 3:42
B2. „One in a Million” – 3:42

## Listy przebojów (1985)
| Państwo         | Najwyższa pozycja |
| --------------- | ----------------- |
| Niemcy          | 1                 |
| Austria         | 1                 |
| Belgia          | 1                 |
| Dania           | 3                 |
| Hiszpania       | 2                 |
| Finlandia       | 5                 |
| Francja         | 8                 |
| Izrael          | 1                 |
| Holandia        | 6                 |
| Portugalia      | 2                 |
| Wielka Brytania | 70                |
| RPA             | 10                |
| Szwecja         | 6                 |
| Szwajcaria      | 2                 |
| Turcja          | 1                 |

## Autorzy[4]
- Muzyka: Dieter Bohlen
- Autor tekstów: Dieter Bohlen
- Wokalista: Thomas Anders
- Producent: Dieter Bohlen
- Aranżacja: Dieter Bohlen
- Współproducent: Luis Rodríguez
- Chór: Birger Corleis, Rolf Kohler, Michael Scholz, Detlef Wiedeke